# Lumbrineris erecta
Lumbrineris erecta är en ringmaskart som beskrevs av Moore 1904. Lumbrineris erecta ingår i släktet Lumbrineris och familjen Lumbrineridae. Inga underarter finns listade i Catalogue of Life.